# Saint-Germain-l'Auxerrois
El barri de Saint-Germain-l'Auxerrois (Quartier de Saint-Germain-l'Auxerrois, en francés) és el 1r barri administratiu de la ciutat de París, dins el 1r districte de la capital francesa. Pren el seu nom de l'església de Saint-Germain-l'Auxerrois.

## Situació
El barri de Saint-Germain-l'Auxerrois ocupa la meitat més meridional del 1r districte de París. Tot i que la major part del territori es troba a la riba dreta del Sena, també una porció, la més occidental, de l'Île de la Cité forma part del barri. Pel nord, amb el carrer Rivoli com a límit, fita amb els altres tres barris del seu districte: Place-Vendôme, Palais-Royal  i Les Halles. Per l'est, limita amb els barris de Saint-Merri i -dins de l'illa- el de Notre-Dame. Pel sud, i de l'altra part del Sena, fita amb els barris de la Monnaie i Saint-Germain-des-Prés, tots dos al 6é districte, i el de Saint-Thomas-d'Aquin, al 7é districte.

Barris del 1r districte de París

## Llocs d'interés
- L'Església de Saint-Germain-l'Auxerrois, dedicada a Germà d'Auxerre, i considerada la parròquia dels reis de França a l'època que aquests vivien al Palau del Louvre.[1]
- El Palau i Museu del Louvre.
- El Jardí de les Teuleries.
- La Santa Capella.
- El Palau de Justícia.
- La Conciergerie.
- La Place du Châtelet.